# GRUH Finance
GRUH Finance (NSE: GRUH, BSE: 511288) ist ein Immobilienfinanzierungsunternehmen mit Sitz in Ahmedabad, Indien. GRUH ist bei der National Housing Bank (NHB) registriert, einem staatlichen Finanzinstitut in Indien. Das Unternehmen gewährt Wohnungsbaudarlehen an Personen mit niedrigem Einkommen. Zum 31. März 2019 beschäftigte das Unternehmen 677 Mitarbeiter.

## Geschichte
Das Unternehmen wurde 1986 von Hasmukhbhai Parekh als Gujarat Rural Housing Finance Corporation gegründet. Zum Zeitpunkt der Gründung des Unternehmens stellte die Regierung von Gujarat eine Anfangsfinanzierung von 20 Mio. INR.
In den frühen 1990er Jahren begann das Unternehmen im ländlichen Bundesstaat Gujarat mit dem Testen von Immobilienfinanzierungen. Im Geschäftsjahr 1991/92 betrug die Fremdkapitalquote 6,8 %. Aufgrund des ländlichen Kundenstamms verzögerten sich die Kreditzahlungen jedoch durch Ernteverzögerungen.
Im Geschäftsjahr 1994/95 lief es für GRUH Finance durch eine aufkommende Immobilienkrise nicht gut. Der neue CEO Sudhin Choksey entschied, sich auf einkommensschwache Hauskäufer zu konzentrieren, einem profitablen Segment mit konstantem Wachstumskurs. Er führte Kreditdienstleistungen für Personen mit regulärem Einkommen ohne formellen Nachweis ein. Das Unternehmen ist an der staatlichen Wohnungsbauförderung Pradhan Mantri Awas Yojana (PMAY) beteiligt, besonders für Kunden, die dem finanziell schwächeren Teil der Gesellschaft angehören. Vor PMAY war GRUH an einer Reihe von Wohnbauprojekten mit niedrigem Einkommen im westlichen Teil Indiens beteiligt. Das Unternehmen erholte sich und belegte 1998 den achten Platz auf der Liste der zehn führenden indischen Immobilienfinanzierungsunternehmen, gemessen an eingezahltem Kapital und Einlagen.

## Zusammenschluss
Seit dem 19. Oktober 2019 gehört GRUH zur Bandhan Bank, eine private indische Bank mit Sitz in Kalkutta. Die Bandhan Bank hatte sich bereit erklärt, Gruh in einem Aktientauschgeschäft von der HDFC für 16,65 Mrd. INR zu übernehmen.